# جنایات جنگی در جنگ غزه
از زمان آغاز جنگ ۲۰۲۳ اسرائیل و حماس در ۷ اکتبر ۲۰۲۳، شورای حقوق بشر سازمان ملل «شواهد روشن» جنایات جنگی توسط حماس و نیز نیروهای دفاعی اسرائیل را شناسایی کرد. یک کمیسیون سازمان ملل متحد برای مناقشه اسرائیل و فلسطین اعلام کرد که "شواهد واضحی وجود دارد که ممکن است جنایات جنگی در آخرین موج خشونت در اسرائیل و غزه انجام شده باشد و همه کسانی که قوانین بین المللی را نقض کرده‌اند و غیرنظامیان را هدف قرار داده‌اند باید پاسخگو باشند." " در ۲۷ اکتبر، سخنگوی OHCHR خواستار تشکیل دادگاهی مستقل برای بررسی جنایات جنگی احتمالی توسط هر دو طرف شد.
دیوان کیفری بین‌المللی تأیید کرد که فرمان داده شده به آن برای تحقیق دربارهٔ اتهامات جنایات جنگی مرتکب شده از ژوئن ۲۰۱۴ در دولت فلسطین به درگیری کنونی تسری می‌یابد. در ۲۰ مه ۲۰۲۴ , کریم احمد خان، دادستان ارشد این دیوان اعلام کرد قصد دارد برای رهبران هر دو طرف این درگیری، از جمله یحیی سنوار، محمد ضیف و اسماعیل هنیه رهبران حماس، و بنیامین نتانیاهو و یوآف گالانت نخست‌وزیر و وزیر دفاع اسرائیل حکم بازداشت صادر کند.

## توسط حماس و گروه‌های شبه نظامی متحد آن
تعیین اعمال پذیری قوانین جنگ برای گروه‌های شبه‌نظامی یک سؤال دشوار است، چرا که شورای اروپا و کمیته بین‌المللی صلیب سرخ هر دو ذکر می‌کنند که حقوق بین‌الملل جنگ و تروریسم را به عنوان مقوله‌های حقوقی جداگانه در نظر می‌گیرد. دولت‌های اسرائیل، آمریکا، اتحادیه اروپا، بریتانیا، ژاپن و کانادا حماس را به عنوان یک گروه تروریستی تعریف می‌کنند. اما برخی با این توصیف مخالف هستند و ادعا می‌کنند حماس تروریست نیست. با این که اصطلاح «حقوق بین‌الملل» به دولت‌ها مربوط است، در مورد نیروهای مسلح شورشی و تروریستی نیز مصداق دارد. حتی اگر یک شورش قانونی تلقی شود - به این معنی که معیارهای "دلیل عادلانه" را دارد، باید به اصول "وسیله عادلانه" پایبند باشد. در مورد حماس و رزمندگانش، حتی اگر آنها حق احتمالی برای مبارزه با آنچه که آنها به عنوان " اشغالگری اسرائیل " می‌نامند، داشته باشند، همچنان باید قوانین قانونی "تبعیض"، "تناسب" و "ضرورت نظامی" را رعایت کنند.
در ۹ اکتبر ۲۰۲۳، دیده‌بان حقوق بشر اعلام کرد که هدف قرار دادن غیرنظامیان، حملات بی ملاحظه و گروگان‌گیری توسط حماس، جنایات جنگی محسوب می‌شود.
در ۱۰ اکتبر ۲۰۲۳ OHCHR اعلام کرد که گروگان‌گیری و استفاده از سپر انسانی جنایت جنگی است. فولکر تورک، مسئول حقوق بشر سازمان ملل متحد، خاطرنشان کرد که «کشتارهای دسته جمعی وحشتناک» گروه‌های شبه نظامی نقض قوانین بین‌المللی است.

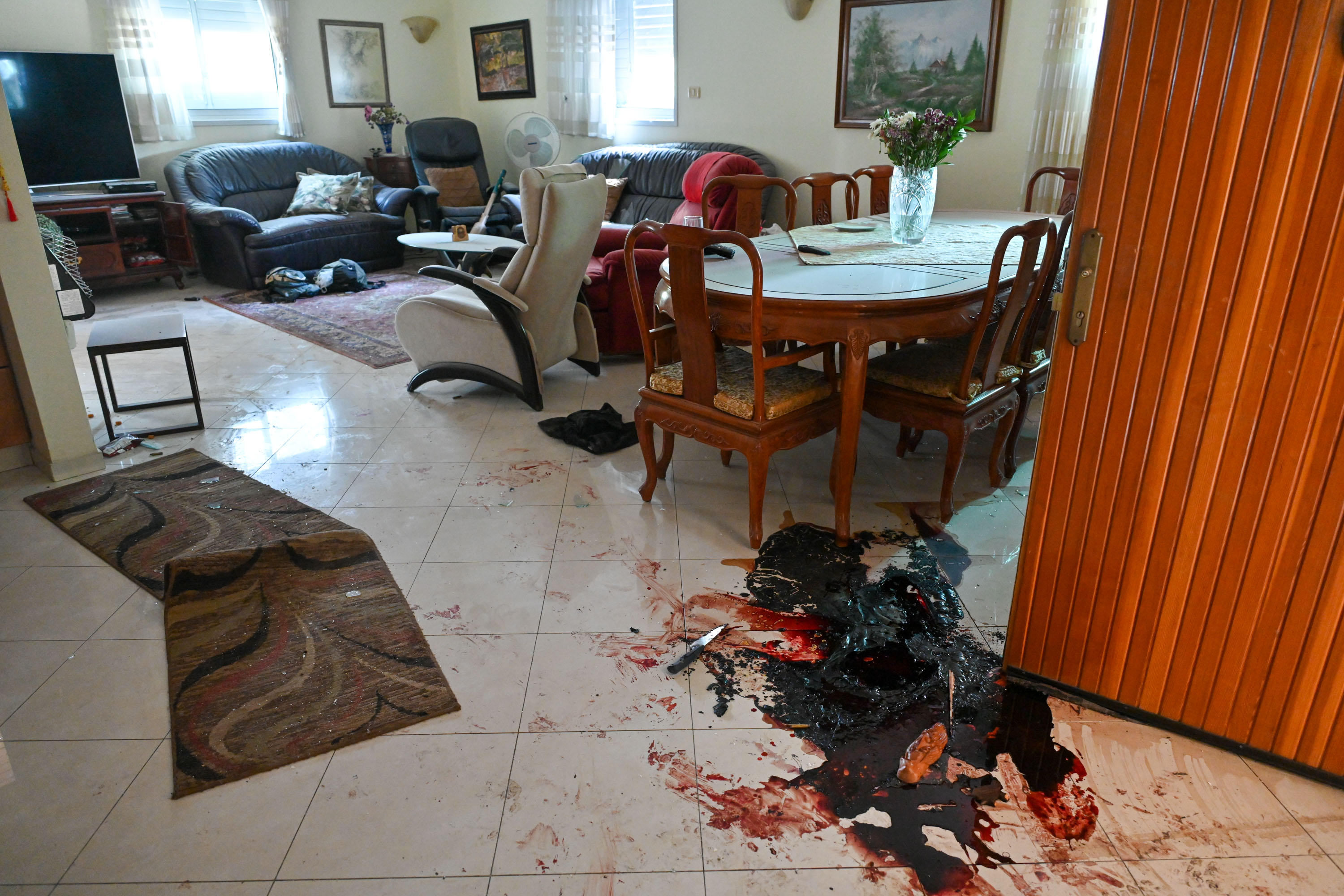
صحنه ای از یک خانه اسرائیلی پس از کشتار بعری که توسط حماس انجام شد.

## توسط دولت اسرائیل
اتهامات پرشمار جنایات جنگی علیه اسرائیل به دلیل اقداماتش علیه غیرنظامیان مطرح شده است. این اتهامات از سوی دیده‌بان حقوق بشر، عفو بین‌الملل، بتسلیم، و گروه‌های حقوق بشر و کارشناسان، از جمله گزارشگران سازمان ملل طرح شده است. منتقدان معتقدند که دولت بایدن به‌طور تلویحی جنایات جنگی اسرائیل را تأیید کرده است. آنتونی بلینکن اشاره کرد که دولت بایدن در قبال هر آنچه که در غزه رخ می‌دهد، حد «تحمل بالایی» دارد. در ۲۷ اکتبر، کاخ سفید اعلام کرد که هیچ خط قرمزی برای اقدامات اسرائیل قائل نیست.

### حملات بی ملاحظه

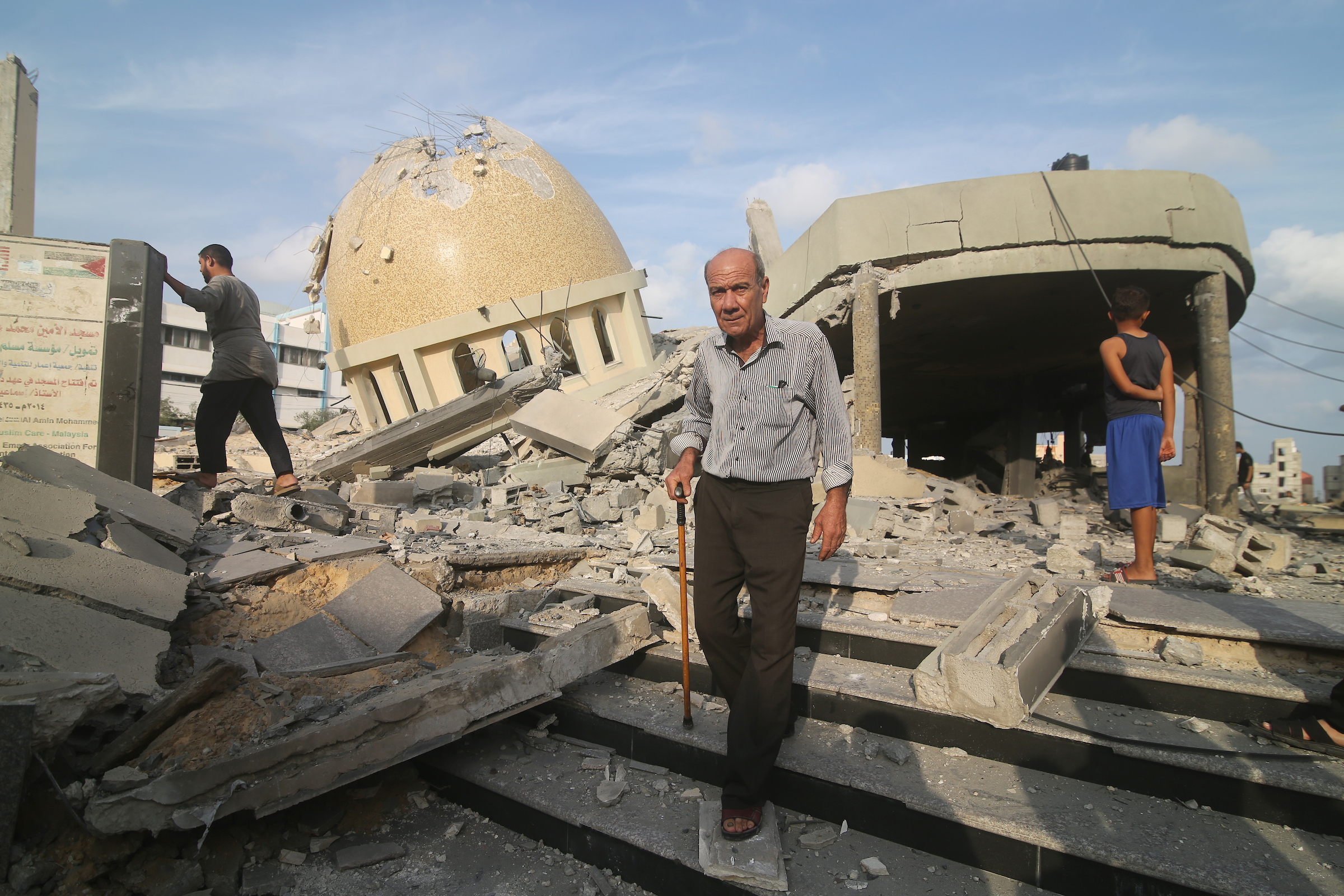
مسجدی که توسط حمله هوایی اسرائیل تخریب شد، خان یونس، ۸ اکتبر

در هفته اول جنگ، ارتش اسرائیل ۶۰۰۰ حمله هوایی در سرتاسر غزه انجام داد که در آنها بیش از ۳۳۰۰ غیرنظامی کشته و بیش از ۱۲۰۰۰ زخمی‌شدند. این حملات به مکان‌های حفاظت‌شده خاص از جمله بیمارستان‌ها، بازارها، اردوگاه‌های پناهندگان، مساجد، مراکز آموزشی و کل محله‌ها اصابت کرد. گروهی از گزارشگران ویژه سازمان ملل اظهار کردند که حملات هوایی بی‌رویه اسرائیل «طبق قوانین بین‌المللی اکیداً ممنوع است و جنایت جنگی محسوب می‌شود.» سخنگوی ارتش اسرائیل دانیل هاگاری گفت که «تأکید بر آسیب زدن است و نه بر دقیق بودن».

### اعدام‌های فراقانونی
کمیساریای عالی حقوق بشر سازمان ملل متحد در ۲۰ دسامبر اعلام کرد اتهاماتی دریافت کرده مبنی بر این که سربازان اسرائیلی اقلاً یازده مرد غیرمسلح را به‌طور غیرقانونی در ریمال کشته‌اند. الجزیره گزارش کرده که شمار اعدام‌های فراقانونی ۱۵ عدد بوده، که در جریان یورش به یک آپارتمان رخ داده. خانواده‌های این مردان شاهد این اعدام بوده‌اند. ویلیام شاباس استاد دانشگاه میدلسکس اظهار داشت، «واقعاً اهمیتی ندارد نشان داده شود آنها غیرنظامی بوده‌اند. اعدام‌های فراقانونی حتی جنگندگان، حتی رزمندگان یک جنایت جنگی است.» دیده‌بان اروپا-مدیترانه به الجزیره گفت معتقدند الگویی از کشتار «سازمان یافته» وجود دارد، که «حداقل در ۱۳ اعدام میدانی، ما اثبات کردیم که از سوی نیروهای اسرائیلی به‌طور خودسرانه صورت گرفته است.» در ۲۶ دسامبر ۲۰۲۳, دیده‌بان اروپا-مدیترانه پرونده ای به دیوان بین‌المللی کیفری و گزارشگران ویژه سازمان ملل متحد ارسال کرد که چند دوجین موارد اعدام‌های میدانی انجام شده از سوی نیروهای اسرائیلی را مستندنگاری می‌کرد و خواهان تحقیقات شد. در مارس ۲۰۲۴, ویدئوی یک سرباز ارتش اسرائیل که به کشتن یک مرد مسن کر که زیر تختش پنهان شده بود مباهات می‌کرد منتشر شد، و منجر به محکومیت این کشتار از سوی شورای روابط آمریکایی-اسلامی به عنوان یک اعدام و جنایت جنگی شد. ارتش اسرائیل اظهار داشت که در خصوص این واقعه تحقیقاتی را شروع خواهد کرد.
مسئولین دفاعی به هاآرتص گفتند که ارتش اسرائیل چندین محدوده کشتار در غزه ایجاد کرده که در آنها هر کسی که از یک خط نامرئی گذر کرده کشته شده است.

#### گورهای دسته جمعی
یک گور دسته جمعی در آوریل ۲۰۲۴ در مجموعه پزشکی ناصر خان یونش در جنوب شهر غزه با ۲۸۳ جسد کشف شد. ۳۰ جسد در دو گور در حیاط بیمارستان الشفا در شهر غزه مدفون شده بودند.
بنا بر گزارش ها، این اجساد با دستان و پاهای بسته پیدا شدند. در پی کشف این گورهای دسته جمعی فولکر تورک رئیس حقوق بشر سازمان ملل خواهان یک تحقیق مستقل در خصوص کشتار تعمدی غیرنظامیان از سوی ارتش اسرائیل شد و اظهار داشت «کشتار تعمدی غیرنظامیان، بازداشتی‌ها و دیگران که از میدان رزم خارج شده‌اند یک جنایت جنگی است.» یک سخنگوی کمیساریای عالی حقوق بشر سازمان ملل متحد این اکتشافات را توصیف کرد و اظهار داشت، «دست برخی از آنها بسته بود، که مسلماً حاکی از این است که قانون حقوق بشر بین المللی و قوانین بشردوستانه بین المللی به‌طور  جدی نقض شده و اینها باید مورد تحقیقات بیشتر قرار بگیرند.». ویلیام شاباس، از کارشناسان کانادایی حقوق بشر بین‌المللی اظهار داشت که گورهای دسته جمعی «همواره نشان دهنده ارتکاب جنایات جنگی هستند.».
سی ان ان گزارش کرد یک پایگاه نظامی اسرائیل در صحرای نگب به عنوان مرکزی برای بازداشت فلسطینیان مورد استفاده قرار می‌گیرد.

### مجازات دسته جمعی
اقدامات متعدد ارتش اسرائیل، از جمله محاصره برق، غذا، سوخت و آب، به عنوان مجازات دسته جمعی توصیف شده، یک جنایت جنگی که از طریق معاهده در درگیری‌های مسلحانه بین‌المللی و غیر بین‌المللی، به ویژه ماده ۳ مشترک کنوانسیون ژنو و پروتکل الحاقی II ممنوع شده است. اسحاق هرتزوگ، رئیس‌جمهور اسرائیل، ساکنان غزه را به داشتن مسئولیت جمعی برای جنگ متهم کرد. کریستو، رئیس بین‌المللی پزشکان بدون مرز، گفت  که میلیون‌ها غیرنظامی در غزه به دلیل محاصره سوخت و دارو توسط اسرائیل با «مجازات دسته‌جمعی» رو به رو شدند. تام داننبام، استاد حقوق دانشگاه تافتس، نوشت که دستور محاصره «فرمان قحطی دادن غیرنظامیان به عنوان یک روش جنگی را می‌دهد که نقض قوانین بین‌المللی بشردوستانه و جنایت جنگی است.» در ۲۵ اکتبر، آکسفام اعلام کرد که استفاده اسرائیل از «گرسنگی دادن به عنوان یک روش جنگی» ناقض قوانین بین‌المللی است و غزه دارد «به‌طور جمعی در مقابل دیدگان جهان مجازات می‌شود.»

### نقض بی‌طرفی پزشکی

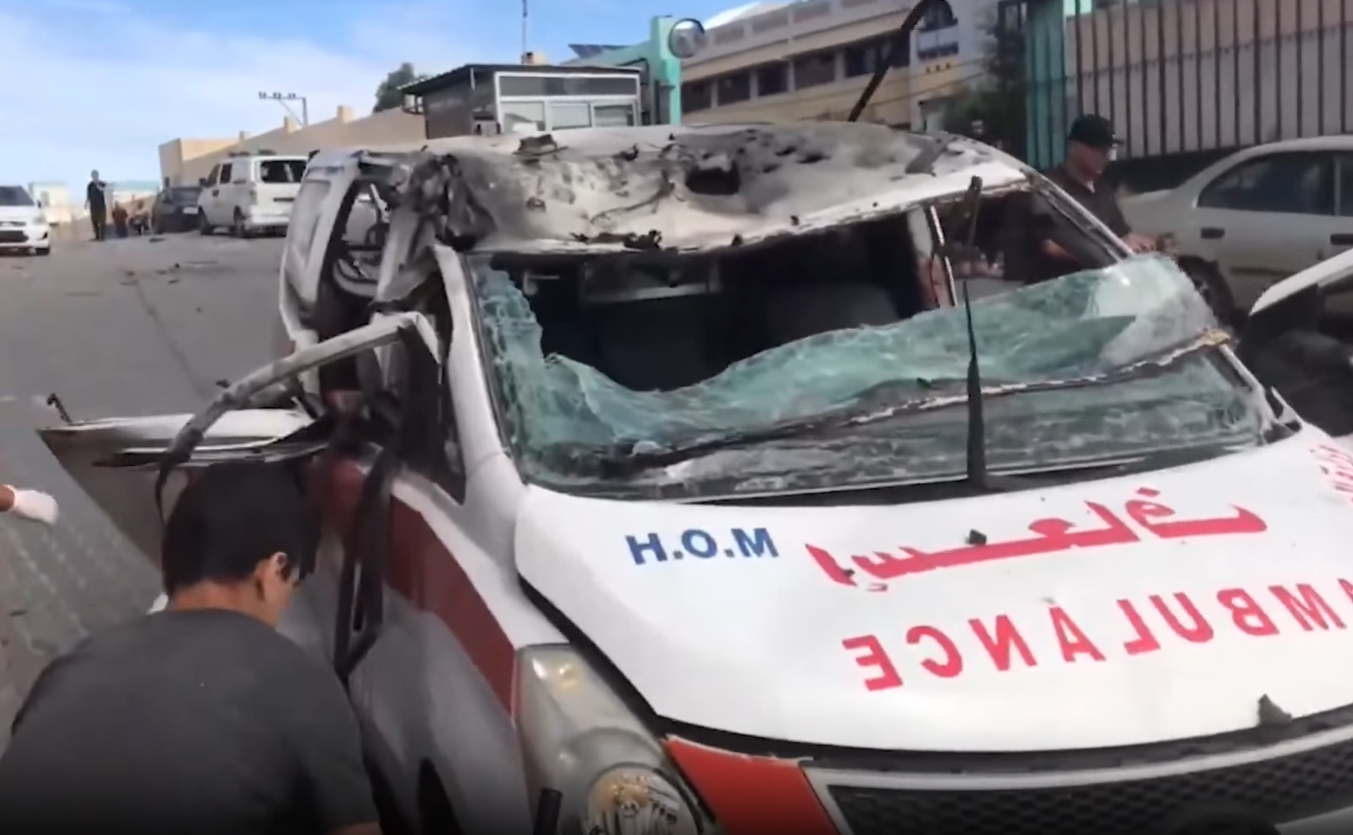
آمبولانس هلال احمر فلسطین در حمله هوایی اسرائیل منهدم شد.

اسرائیل متهم شده است که بی‌طرفی پزشکی را نقض کرده است، که بر اساس کنوانسیون ژنو یک جنایت جنگی است، زیرا بیمارستان‌ها تحت قوانین بین‌المللی بشردوستانه از حفاظت ویژه برخوردارند. به گفته مقامات غزه، ارتش اسرائیل تعمداً آمبولانس‌ها و مراکز بهداشتی را با حملات هوایی هدف قرار داده است. هلال احمر فلسطین در بیانیه ای خواستار «پاسخگویی در قبال این جنایت جنگی» شد. فدراسیون بین‌المللی صلیب سرخ و جمعیت هلال احمر، اونروا، و پزشکان بدون مرز مرگ پرسنل پزشکی خود را گزارش کردند. در ۱۴ اکتبر، سازمان بهداشت جهانی گفت که کشتار کارکنان مراقبت‌های بهداشتی و تخریب امکانات بهداشتی «غیر نظامیان را از حقوق اولیه انسانی برای سلامتی نجات می‌دهد» و توسط قانون بین‌المللی بشردوستانه ممنوع شده است. در ۱۷ اکتبر، سازمان جهانی بهداشت اعلام کرد که ۵۱ مرکز بهداشتی توسط اسرائیل مورد حمله قرار گرفته است. در ۴ نوامبر، وزارت بهداشت غزه اعلام کرد که ۱۰۵ مرکز پزشکی به‌طور عمدی هدف قرار گرفته‌اند.

#### وضعیت محافظت شده
اسرائیل این اتهام را طرح کرده که از تأسیسات پزشکی برای ذخیره سلاح استفاده می‌شود و به عنوان پایگاهی برای آتش استفاده می‌شود و در این صورت حفاظت ویژه بیمارستان‌ها از بین می‌رود. با این حال، ارتش اسرائیل شواهد محکمی برای پشتیبانی از ادعاهای خود ارائه نکرده است. اسرائیل همچنین این قدرت را ندارد که به‌طور یکجانبه تصمیم بگیرد که آیا بیمارستان وضعیت حفاظت شده خود را از دست داده است. به گفته کریم خان، دادستان دیوان کیفری بین‌المللی، بار اثبات این که از بیمارستان، مدرسه یا مکان عبادت برای مقاصد نظامی استفاده شده بسیار بالاست. بار اثبات نیز بر دوش اسرائیلی هاست. جسیکا ولفندیل، کارشناس اخلاق نظامی در دانشگاه کیس وسترن رزرو، اظهار داشت که حتی اگر اسرائیل بتواند ثابت کند که بیمارستان شفا یک عملیات نظامی را پنهان می‌کند، قوانین بین‌المللی همچنان پابرجاست، زیرا «باید گام‌هایی برای محافظت از بی‌گناهان برداشته شود». اگر حمله به بیمارستان به‌طور نامتناسبی با هدف نظامی به غیرنظامیان آسیب برساند، همچنان طبق قوانین بین‌المللی غیرقانونی خواهد بود.

### تخلیه اجباری
در ۱۳ اکتبر ارتش اسرائیل دستور تخلیه ۱٫۱ را صادر کرد. میلیون‌ها نفر از شمال غزه می‌گویند که باید جمعیت غیرنظامی را از شبه‌نظامیان مستقر در میان آنها جدا کنند و این جمعیت پس از جنگ اجازه بازگشت خواهند داشت. مقامات غزه ابتدا از ساکنان خواستند که این دستور را نادیده بگیرند و وزارت کشور مدعی شد که اسرائیل به دنبال «یک بار دیگر ما را از سرزمین خود آواره کند.» تخلیه توسط یان اگلند، یک دیپلمات نروژی درگیر با توافق اسلو به عنوان یک انتقال جمعیت اجباری توصیف شد. اگلاند اظهار داشت: «صدها هزار نفر برای حفظ جان خود فرار می‌کنند - [این چیزی نیست که بتوان آن را تخلیه نامید. این انتقال اجباری مردم از سراسر شمال غزه است، که طبق کنوانسیون ژنو یک جنایت جنگی است.» گزارشگر ویژه سازمان ملل ، فرانچسکا آلبانزه، دربارهٔ پاکسازی قومی جمعی در غزه هشدار داد. راز سیگال، مورخ اسرائیلی، آن را "نمونه ای مناسب کتاب‌های درسی برای نسل کشی " نامید. این اقدام توسط سازمان ملل متحد، پزشکان بدون مرز، یونیسف و IRC محکوم شد.

### استفاده از فسفر سفید برای غیرنظامیان
دیده‌بان حقوق بشر و آزمایشگاه شواهد بحران سازمان عفو بین‌الملل شواهدی را به اشتراک گذاشتند که نشان می‌دهد واحدهای نظامی اسرائیل که در غزه و لبنان حمله می‌کنند از گلوله‌های توپخانه فسفر سفید استفاده کرده‌اند. اسرائیل این گزارش را رد کرد و این اتهام را «بی چون و چرا نادرست» خواند. مهمات فسفر سفید در میدان‌های جنگ برای اهداف خاصی مانند ایجاد پرده‌های دود، تولید روشنایی و علامت گذاری اهداف مجاز است. به دلیل استفاده مشروع، طبق کنوانسیون‌های بین‌المللی آنها به عنوان سلاح‌های شیمیایی ممنوع نیستند.

### اعدام فلسطینیان تسلیم شده
در ۱۰ اکتبر، نیروی دفاعی اسرائیل ویدئویی را منتشر کرد که به نظر می‌رسید سربازان ارتش اسرائیل به چهار فلسطینی تسلیم شده تیراندازی می‌کنند. تجزیه و تحلیل فیلم نشان داد که این مردان در حال تسلیم شدن بودند، سه مرد با دست‌های بالا رفته روی زمین نشسته بودند و یکی تکه‌ای لباس سفید را تکان می‌داد. در زمان تیراندازی هیچ‌یک از آنها مسلح به نظر نمی‌رسید، در حالی که ویدئوی بعدی نشان می‌داد که اجساد جابه‌جا شده‌اند و سلاح‌هایی در نزدیکی آنها روی زمین گذاشته شده بود. این تحلیل به این نتیجه رسید که این چهار مرد فلسطینی غیرمسلح بودند که غزه را از طریق رخنه ای در دیوار جداکننده مرزی ترک کرده بودند. سخنگوی ارتش اسرائیل گفت که هیچ نظری ندارد. کشتن غیرنظامیان یا جنگجویان تسلیم شده جنایت جنگی است.

## توسط هر دو طرف

### هدف قرار دادن خبرنگاران
در ۱ نوامبر، گزارشگران بدون مرز از دادگاه کیفری بین‌المللی خواست تا تحقیقات اولویت‌دار جنایات جنگی در مورد کشتار ۹ روزنامه‌نگار را آغاز کند. این سازمان اشاره کرد که ۴۱ روزنامه‌نگار در ماه اول درگیری کشته شده‌اند، از جمله ۳۶ روزنامه‌نگار فلسطینی در غزه و چهار روزنامه‌نگار اسرائیلی در اسرائیل. گزارشگران بدون مرز تحقیقات مقدماتی را در مورد قتل عصام عبدالله، عکاس رویترز کشته شده در لبنان انجام داد و دریافت که حمله به یک خودروی مشخص با علامت «مطبوعات» عمداً هدف قرار گرفته و آتش از سوی اسرائیل آمده است.

## واکنش‌های بین‌المللی

#### دولت‌ها و سران کشورها
مقامات دولتی در سراسر جهان از جنایات جنگی اسرائیل انتقاد کردند. رجب طیب اردوغان، رئیس‌جمهور ترکیه از کشورهای غربی به خاطر همدستی در جنایات جنگی اسرائیل انتقاد کرد. گوستاوو پترو، رئیس‌جمهور کلمبیا، کارزار اسرائیل را نسل‌کشی خواند. عبدالفتاح السیسی رئیس‌جمهور مصر و پادشاه اردن عبدالله دوم هر دو مجازات دسته جمعی غزه را محکوم کردند. مایکل دی. هیگینز، رئیس‌جمهور ایرلند، خواستار بررسی انفجار بیمارستان الاهلی به عنوان جنایت جنگی شد.  رئیس‌جمهور شیلی گابریل بوریک «مجازات دسته جمعی» اسرائیل برای جمعیت غیرنظامی غزه را محکوم کرد رئیس‌جمهور آفریقای جنوبی سیریل رامافوسا مجازات دسته جمعی غزه را محکوم کرد. رئیس‌جمهور برزیل ، لوئیز ایناسیو لولا داسیلوا، اظهار داشت: «این یک جنگ نیست، یک نسل‌کشی است.» قائم مقام نخست‌وزیر بلژیک ، پترا دو سوتر، خواستار تحریم‌ها علیه اسرائیل و ممنوعیت اتحادیه اروپا برای کشورهای مسئول جنایات جنگی شد. در ۱۰ نوامبر، یوناس گهر استور، نخست‌وزیر نروژ، اعلام کرد که اقدامات اسرائیل ناقض قوانین بین‌المللی جنگ است. پدرو سانچز، نخست‌وزیر اسپانیا، اقدامات اسرائیل در غزه را «قتل بی‌رویه» توصیف کرد. رئیس‌جمهور فلسطین ، محمود عباس، اقدامات اسرائیل در غزه را نسل‌کشی خواند. لئو وارادکار، نخست‌وزیر ایرلند، گفت که اسرائیل مرتکب مجازات دسته جمعی شده است.

#### سازمان ملل
گروهی از کارشناسان مستقل سازمان ملل اعلام کردند که نیروهای دفاعی اسرائیل در «حملات نظامی بی ملاحظه» شرکت کردند. پائولا گاویریا بتانکور، گزارشگر ویژه سازمان ملل در مورد حقوق بشر آوارگان داخلی، اعلام کرد که دستورهای تخلیه اجباری اسرائیل جنایت علیه بشریت است. بالاکریشنان راجاگوپال، گزارشگر ویژه سازمان ملل در مورد حق برخورداری از مسکن مناسب، تخریب مسکن و زیرساخت‌های غیرنظامی توسط اسرائیل را جنایت جنگی و جنایت علیه بشریت عنوان کرد. فولکر تورک، مسئول حقوق بشر سازمان ملل متحد، مجازات دسته جمعی اسرائیل و تخلیه اجباری غزه را هر دو جنایت جنگی دانست.

## یادداشت
1. ↑  The Financial Times later silently deleted Herzog's quote from its article, cf. archive copy of the article from the evening of October 13.[۴۹]
2. ↑  The perpetrator of this alleged war crime is disputed. While not a definitive conclusion, as of 23 October 2023, independent analysts asserted the explosion was caused by an errant rocket fired from within Gaza.[۸۸][۸۹][۹۰]